# Chīrgaon
Chīrgaon är en ort i Indien.   Den ligger i distriktet Jhānsi och delstaten Uttar Pradesh, i den centrala delen av landet, 400 km söder om huvudstaden New Delhi. Chīrgaon ligger 199 meter över havet och antalet invånare är 14 147.
Terrängen runt Chīrgaon är mycket platt. Runt Chīrgaon är det tätbefolkat, med 276 invånare per kvadratkilometer. Närmaste större samhälle är Bhānder, 19,4 km norr om Chīrgaon. Trakten runt Chīrgaon består till största delen av jordbruksmark.